# هيبر جي. غرانت
هيبر جي. غرانت هو سياسي أمريكي، ولد في 22 نوفمبر 1856 في مدينة سولت ليك في الولايات المتحدة، وتوفي بنفس المكان في 14 مايو 1945. نشط حزبياً في الحزب الديمقراطي.